# Колодяжный, Михаил Степанович
Михаил Степанович Колодяжный (22 октября 1910 — 13 декабря 1983) — советский военнослужащий, участник Великой Отечественной войны, полный кавалер ордена Славы,

## Биография
Родился 22 октября 1910 года в  станице  Баталпашинск, ныне  город Черкесск, столица Карачаево-Черкесской Республики. Окончил 4 класса. Был младшим в многодетной семье, с 13 лет пошел работать. Был сначала учеником сапожника, затем столяром.
В сентябре 1941 года был призван в Красную Армию Черкесским райвоенкоматом. С августа 1942 года в составе саперной части участвовал в боях с захватчикам на Южном и Северо-Кавказском фронтах. С мая 1943 года — телефонист 150-го отдельного гвардейского батальона связи 128-й гвардейской горно-стрелковой дивизии. В составе этой части прошел до Победы, сражался на 4-м Украинском фронте. В наступательных боях осенью 1943 года своевременно исправлял повреждения на линии обеспечивая бесперебойную связь, был награждён медалью «За боевые заслуги».
6-16 октября 1944 года в боях южнее города Санок, работая на линии к 323-м гвардейскому стрелковому полку, под сильным огнём устранил 73 повреждения на линиях связи. Был ранен, но продолжал выполнять боевую задачу.
Приказом командира 128-й гвардейской стрелковой дивизии от 19 октября 1944 года награждён орденом Славы 3-й степени.
В боях 8-26 декабря 1944 года в районе населенного пункта Бачков устранил 130 повреждений на линиях связи, тем самым обеспечил непрерывное управление наступающими частями.
Приказом по войскам 1-й гвардейской армии от 5 февраля 1945 года гвардии красноармеец Колодяжный Михаил Степанович награждён орденом Славы 2-й степени.
На завершающем этапе войны, 28 апреля — 5 мая 1945 года, в боях в районе городов Оломоуц и Моравска-Острава под огнём устранил порывы на линиях телефонной связи, был ранен, но продолжал обеспечивать связь командованию. Он пять раз под артиллерийско-минометным обстрелом переправлялся через реку Морава с имуществом связи.
Указом Президиума Верховного совета СССР от 15 мая 1946 года за отвагу и геройство проявленные в боях с немецкими захватчиками гвардии красноармеец Колодяжный Михаил Степанович награждён орденом Славы 1-й степени. Стал полным кавалером ордена Славы.
В 1945 году был демобилизован. Вернулся на родину.
Жил в городе Пятигорске. Работал плотником. Скончался 13 декабря 1983 года. Похоронен на Ново-Горячеводском (Нальчикском) кладбище в Пятигорске. 
Награждён орденами Отечественной войны 1-й степени, Славы 3-х степеней, медалями.